# Treuhänder
Ein Treuhänder (englisch trustee) ist ein Rechtssubjekt, das aufgrund eines Treuhandvertrages oder gesetzlich dazu verpflichtet ist, die Interessen eines anderen Rechtssubjekts wahrzunehmen.

## Allgemeines
Als Rechtssubjekte kommen natürliche Personen und juristische Personen in Betracht. Mit dem Treuhandvertrag schließen sie einen Vertrag, der zwischen dem Treugeber und dem Treunehmer (Treuhänder) geschlossen wird, durch den der Treuhänder im Außenverhältnis die vollständige Rechtsmacht über den Vertragsgegenstand erhält, die er im Innenverhältnis zum Treugeber nur „zu treuen Händen“ ausüben darf. Durch die hierdurch erfolgende Trennung von Interessenträgerschaft und Interessenwahrnehmung können zwischen den Vertragsparteien Interessenkonflikte entstehen. Der Treugeber muss darauf vertrauen, dass der Treuhänder seine volle Rechtsmacht im Außenverhältnis nicht ausübt, obwohl er hierzu die Möglichkeit hätte.

## Beispiel
Vertragliche Treuhandverhältnisse gibt es häufig im Bankwesen bei Kreditsicherheiten wie der Bestellung einer Sicherungsübereignung (Sicherungsübereignung von Kraftfahrzeugen). Durch den Sicherungsvertrag erlangt das sicherungsnehmende Kreditinstitut im Innenverhältnis zum Kreditnehmer das treuhänderische Sicherungseigentum beispielsweise am Kraftfahrzeug, das die Bank nur im Sicherungsfall (nach Kreditkündigung) dazu befugt, das Kraftfahrzeug zu verwerten. Im Außenverhältnis zu unbeteiligten Dritten ist dieses eingeschränkte Sicherungseigentum jedoch nicht erkennbar, so dass die Bank das Fahrzeug jederzeit verkaufen könnte. Bei der Bilanzierung jedoch führt die wirtschaftliche Betrachtungsweise dazu, dass die Kreditsicherheit weiterhin beim Sicherungsgeber zu aktivieren ist.

## Rechtsbegriff

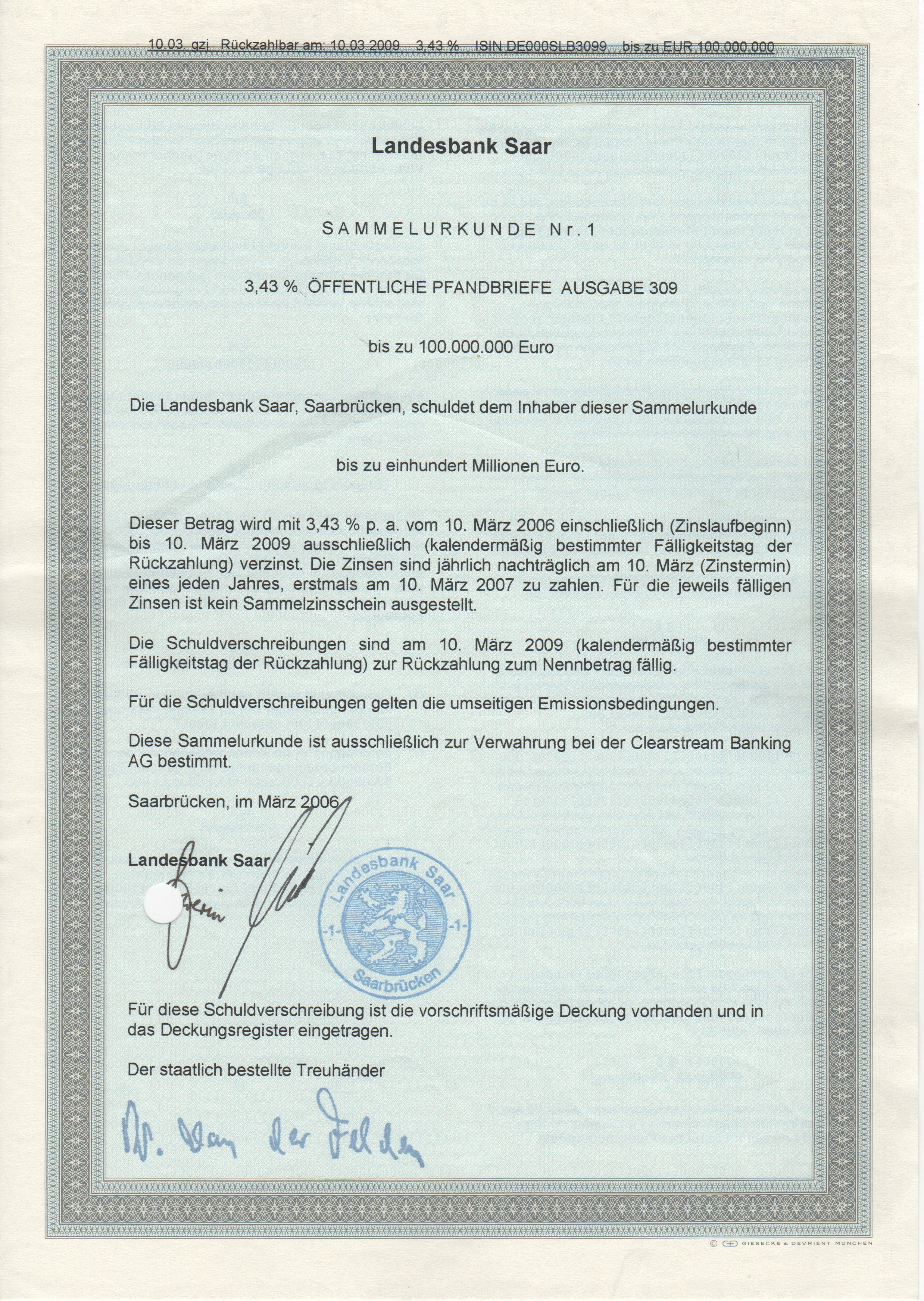
Sammelurkunde öffentlicher Pfandbriefe der Landesbank Saar vom März 2006 zur Verwahrung bei der Clearstream Banking AG, mit Unterschrift eines staatlich bestellten Treuhänders

Der Treuhänder ist ein Rechtsbegriff, unter dem natürliche Personen verstanden werden, die durch Gesetz dazu verpflichtet sind, beispielsweise Teile des Vermögens bestimmter Unternehmen zu überwachen. So hat der Treuhänder gemäß § 8 PfandBG darauf zu achten, dass die vorschriftsmäßige Deckung für die Pfandbriefe und Ansprüche aus Derivategeschäften bei einer Pfandbriefbank jederzeit vorhanden ist; hierbei hat er darauf zu achten, dass der Wert der beliehenen Grundstücke, der Wert der beliehenen Schiffe und Schiffsbauwerke und der Wert der beliehenen Flugzeuge festgesetzt ist. Zur Überwachung des Sicherungsvermögens für die Lebensversicherung, die Krankenversicherung, die private Pflegepflichtversicherung und die Unfallversicherung mit Prämienrückgewähr sind gemäß § 128 Abs. 1 VAG ein Treuhänder und ein Stellvertreter für diesen zu bestellen.

## Schweiz
Treuhänder ist in der Schweiz die Berufsbezeichnung für Steuerberater, Wirtschaftsprüfer, Unternehmensberater, Buchhalter, Wirtschaftsjuristen, aber auch Architekten, Ingenieure etc. Grundsätzlich kann als Treuhänder gelten, wer stellvertretend für einen Auftraggeber dessen Interessen wahrnimmt. Durch die Treuhandpflicht (Verpflichtung, den Straftatbestand der Veruntreuung, respektive der Gefährdung, nach bestem Wissen und Gewissen zu vermeiden und die auftragsspezifischen Unterlagen dem Auftraggeber jederzeit offenzulegen) bleibt die Tätigkeit des Treuhänders juristisch kontrollierbar. Treuhänder als Berufsbezeichnung ist in der Schweiz kein geschützter Titel. Nach Bestehen einer Berufsprüfung darf man die staatlich geschützten Titel „Treuhänderin/Treuhänder mit eidg. Fachausweis“ bzw. „Eidg. dipl. Treuhandexperte“ führen.